# Macedonia en los Juegos Olímpicos de Pekín 2008
Macedonia estuvo representada en los Juegos Olímpicos de Pekín 2008 por un total de 7 deportistas que compitieron en 5 deportes.  
El portador de la bandera en la ceremonia de apertura fue el piragüista Atanas Nikolovski. El equipo olímpico de Macedonia no obtuvo ninguna medalla en estos Juegos.